# 레오나르도 피보나치

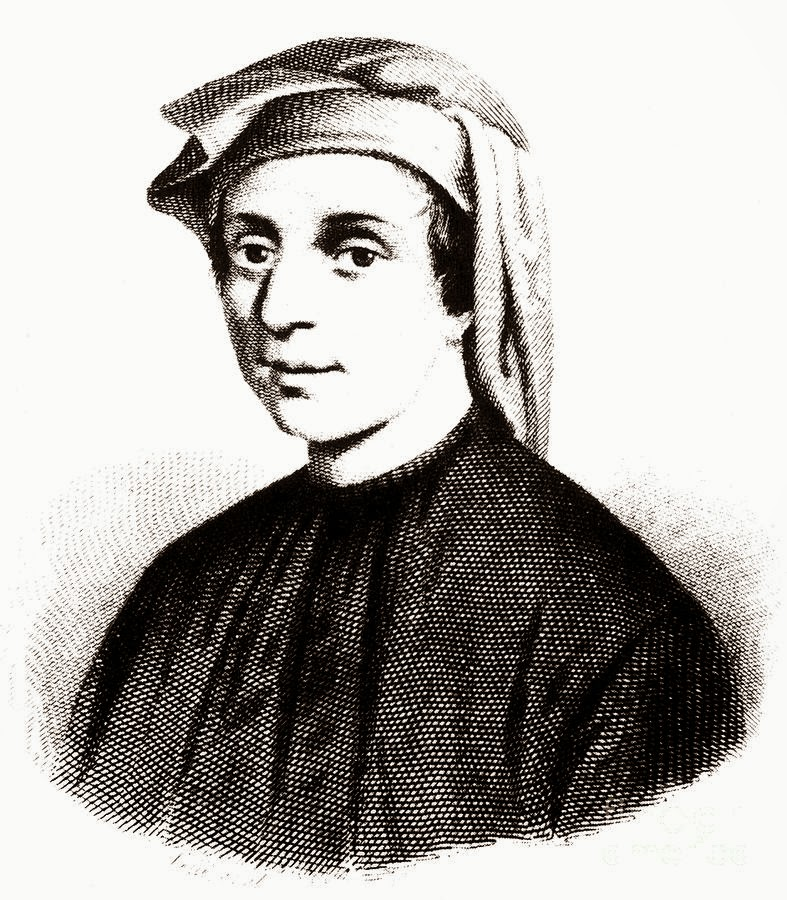
레오나르도 피보나치

레오나르도 피보나치(이탈리아어: Leonardo Fibonacci, 1170년 ~ 1240년-1250년) 또는  레오나르도피사노 (Leonardo Pisano)는 이탈리아의 수학자로 피보나치 수에 대한 연구로 유명하다. 또한 유럽에 아라비아 수 체계를 소개하기도 했다.

## 생애
레오나르도는 피사에서 태어났다. 아버지 굴리엘모는 보나치(Bonacci, "성품이 좋은" 또는 "간단한"이라는 의미)라는 별명으로 불렸다. 레오나르도의 어머니인 알렉산드라는 레오나르도가 9살 때 사망했다.
레오나르도는 죽은 후에 피보나치라는 별명을 얻었다. 굴리엘모는 피사의 고문이었기 때문에 베자이아(Bugia)에 있는 교역소에 배정되었다. 어린 소년이었던 레오나르도에게 그곳의 여행은 도움이 되었다. 그곳에서 힌두-아라비아 숫자에 대해서 배웠다. 피사로 돌아왔을 때, 그 체계를 유럽에 소개하였다.
힌두 숫자로 수학을 하는 것이 로마 숫자로 수학을 하는 것보다 효과적이라는 것을 알자, 당시 아랍 수학을 배우기 위해서 지중해 지역의 국가를 여행하여 1200년 경에 되돌아 왔다. 1202년 그가 32세 되던 해에, 이를 집대성한 "주판 책(Book of Abacus)" 혹은 "계산 책(Book of Calculation)" 을 출판하였다.
레오나르도는 수학과 과학을 즐겼던 신성 로마 제국 황제 프리드리히 2세의 초대를 받았다. 1240년 피사 공화국은 그의 다른 이름인 레오나르도 비글로라는 이름으로 그에게 봉급과 영예를 주었다.

## 주요 저서
- Liber Abaci('산술 교본' 또는 '산반서')
- Liber Quadratorum(평방 교본)

## 같이 보기
- 피보나치 수